# Nadjezioro
Nadjezioro – część wsi Biele w Polsce, położona w województwie wielkopolskim, w powiecie konińskim, w gminie Sompolno.
W latach 1975–1998 Nadjezioro należało administracyjnie do województwa konińskiego.
Na północ od Nadjeziora swój początek bierze kanał Ubiedza.